# Nakukymppi

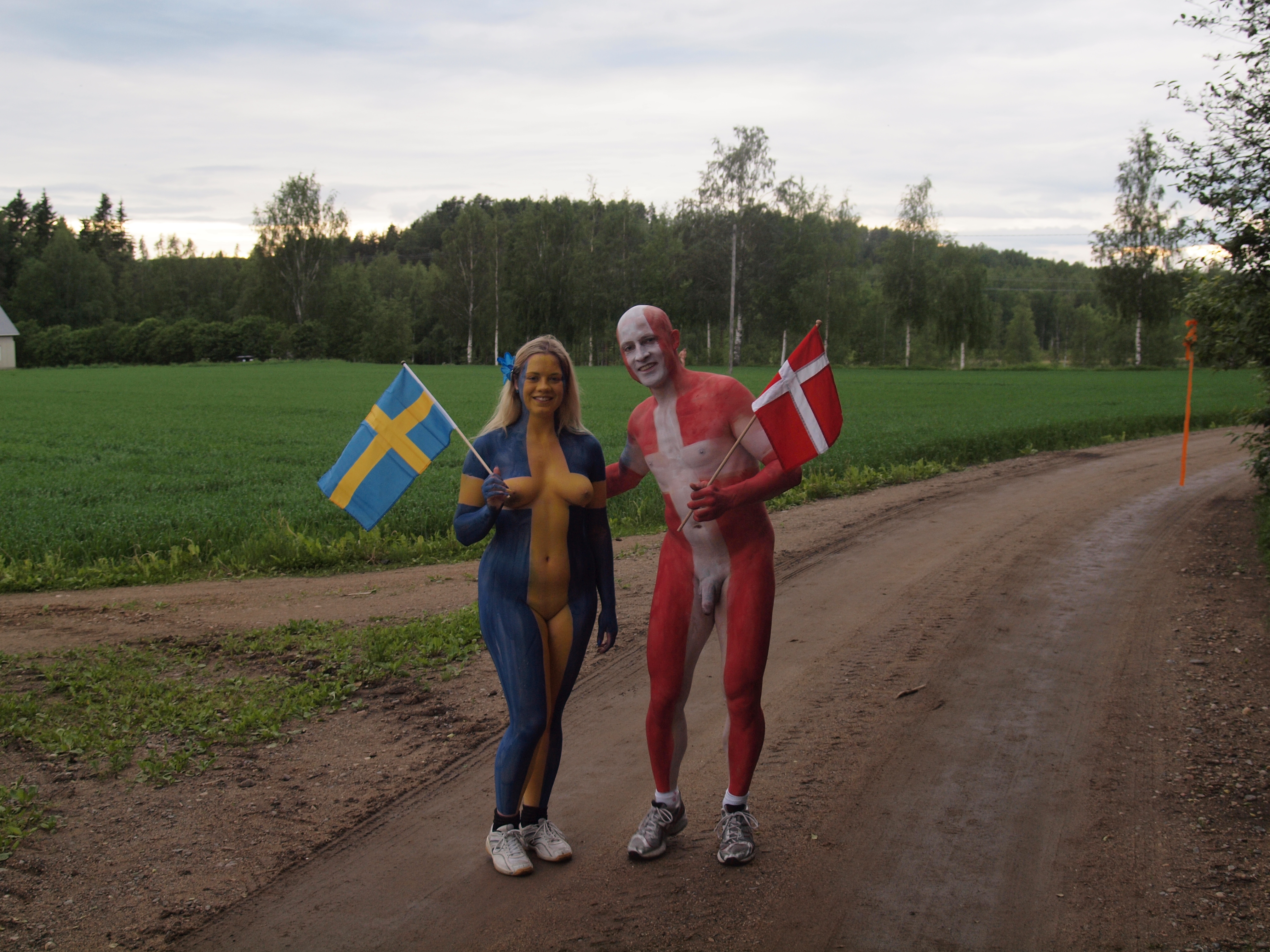
Một người đàn ông và một người phụ nữ, cả hai chỉ mang hình vẽ cơ thể (body paint), ở Nakukymppi sự kiện. Hầu hết người tham dự có mặt trong sự kiện hoàn toàn trần truồng, hay chỉ mặc phía trên.

Nakukymppi là một sự kiện khỏa thân thể thao ở Phần Lan, tổ chức ở thị trấn (municipality) của Padasjoki một tuần trước khi Midsummer (ngày St John) mỗi năm.. Ý tưởng là chạy hay đi bộ 10 km trần truồng. Những người tham dự chỉ mang giày dép, tất, và mũ nón (headwear). Phụ nữ đeo áo ngực trên nếu ngực đang lắc quá nhiều. Sự kiện đã được tổ chức hàng năm từ năm 2003. Nó vẫn thường hội tụ (draws) khoảng 40 tới 50 người tham dự, mà một phần mười đến một phần năm là phụ nữ. Mặc dù sự kiện này không phải tổ chức bởi những người khỏa thân (naturists) và không chỉ cho họ, một nửa số người tham dự là naturists. Sự kiện được tổ chức bởi ông Aarne Heino cùng với cộng đồng làng địa phương.